# Santos Evos
Santos Evos es una freguesia portuguesa del concelho de Viseu, con 12,43 km² de superficie y 1.569 habitantes (2011). Su densidad de población es de 126,1 hab/km².